# Clepsis phaeana
Clepsis phaeana es una especie de polilla del género Clepsis, categorizada en la tribu Archipini, de la subfamilia Tortricinae.

## Distribución
Se distribuye por Rusia.

## Taxonomía
Fue descrita por Rebel en 1916 y publicada en (Tortrix), Dt. ent. Z. Iris 30: 189.